# Guter Rat
Guter Rat – das unabhängige Verbrauchermagazin ist ein deutschsprachiges, monatlich erscheinendes Verbrauchermagazin. Die Zeitschrift wurde im November 1945 in der Sowjetischen Besatzungszone gegründet und erschien dann in der DDR bis 1990; nach der Wiedervereinigung wurde sie mit geändertem Profil fortgeführt. Damit ist Guter Rat die älteste kontinuierlich erscheinende Zeitschrift im Nachkriegsdeutschland. Das Magazin bietet heute vor allem nützliche Informationen zu Geld, Versicherungen, Recht, Steuern, Technik, Gesundheit, Auto und Reise. Im Segment Wirtschaftspresse ist Guter Rat laut IVW das Magazin mit der höchsten verkauften Auflage.

## Geschichte
Unter dem Titel Guter Rat für heute und morgen erschien seit November 1945 im Leipziger Verlag Otto Beyer (später Verlag für die Frau) eine „Zeitschrift für Haushalt, Mode, Handarbeit“, die als Frauenzeitschrift konzipiert war – so lagen den Ausgaben teilweise Schnittmusterbögen bei. Der Titel wurde 1967 zu Guter Rat verkürzt, die Zeitschrift erschien weiterhin im Verlag für die Frau. Das Profil der Zeitschrift änderte sich mit dem neuen Titel, statt „klassisch weiblicher“ Themen rückten auch Hobby und vor allem Do it yourself in den Vordergrund. Dabei wurden den Lesern Tipps und Tricks vermittelt, wie man der Mangelwirtschaft durch Einfallsreichtum und Geschick begegnen konnte. So lag einer Ausgabe eine Anleitung nebst Skizze bei, wie man durch Aufbohren des Bodens aus einem Behälter für Tütenmilch einen Abtropfbehälter für Besteck fertigen konnte. Produkthinweise, Kochrezepte und Nähanleitungen gehörten ebenfalls zum Profil der Zeitschrift, die in der DDR begehrt war und als Bückware galt.
Nach der Wende übernahm die Verlagsgruppe Sebaldus/Gong (Nürnberg/München) die Zeitschrift. Als Redaktionsdirektorin agierte Elisabeth Bär, als Chefredakteur Rainer Bieling. Sie richteten das Profil der Zeitschrift zu einem Ratgebermagazin aus, die Themenbereiche Geld, Recht, Versicherung, Steuern, Beruf, Gesundheit, Produkte, Trends kamen hinzu. Die Hauptzielgruppe der Zeitschrift waren unverändert die Bewohner der ehemaligen DDR, die in Guter Rat praktische Tipps zum Zurechtkommen in den neuen Verhältnissen finden sollten. Bis 1997 wurde die Zeitschrift folgerichtig ausschließlich in den neuen Bundesländern verbreitet. Im Dezember 2000 übernahm die WAZ-Mediengruppe den Gong Verlag und verkaufte 2002 Guter Rat an den Medienkonzern Burda. Seit Herbst 1997 ist Guter Rat auch im Westen Deutschlands erhältlich, doch 2003 war die Reichweite immer noch stark unterschiedlich: Sie erreicht im Osten 5,7 % der Leser, jedoch nur 0,8 % im Westen. Dennoch ist Guter Rat eine der wenigen Zeitschriften aus der Presselandschaft der DDR, die auch im vereinigten Deutschland erfolgreich sind.
Seit dem Jahr 2001 vergibt die Zeitschrift jährlich auf Basis einer Leserumfrage zusammen mit der Zeitschrift Superillu den Autopreis „Auto der Vernunft“.